# Deana hybreasalis
Deana hybreasalis är en fjärilsart som beskrevs av Walker 1859. Deana hybreasalis ingår i släktet Deana och familjen Crambidae. Inga underarter finns listade i Catalogue of Life.